# SC Poppenbüttel

Vereinslogo

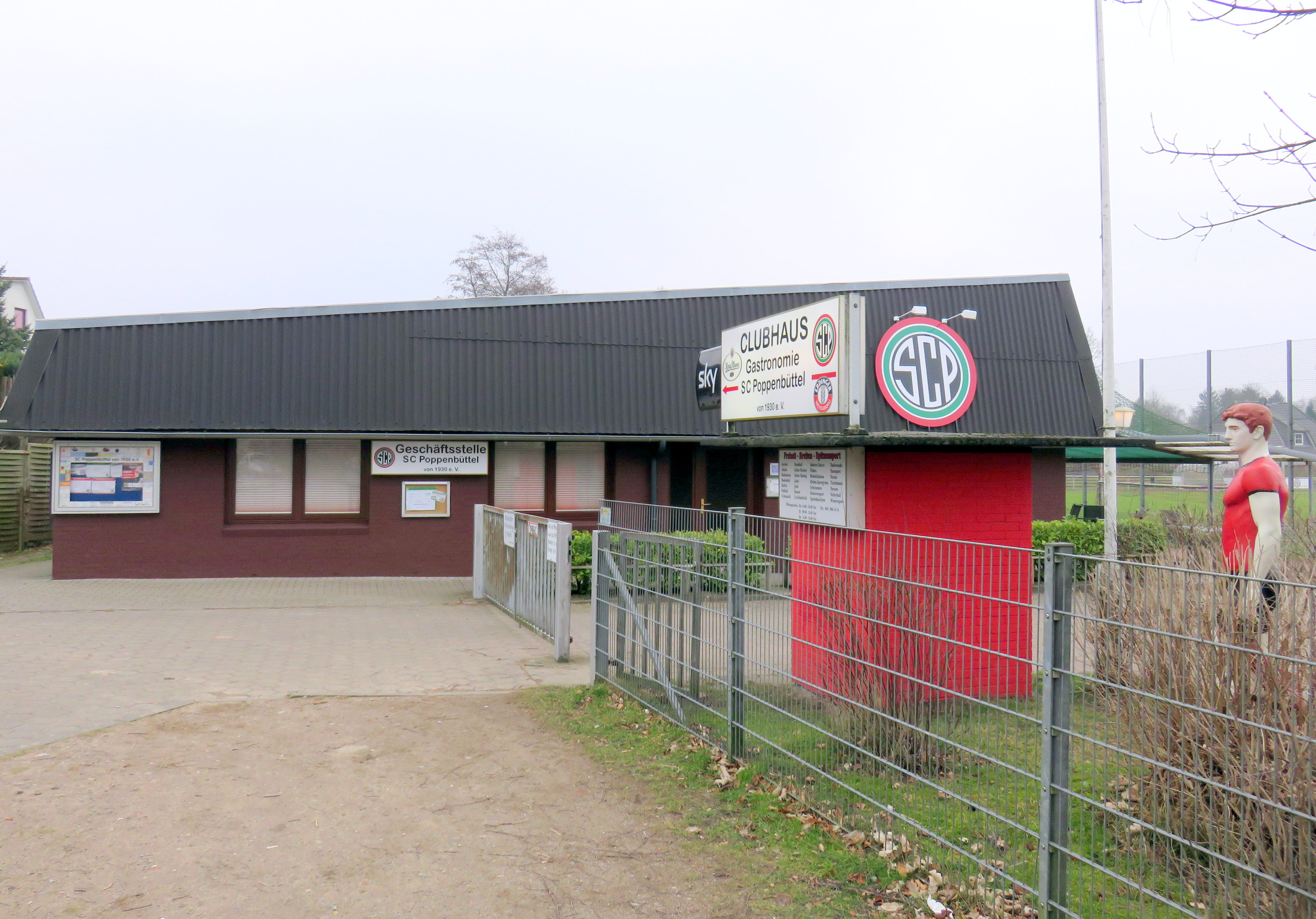
Eingangsbereich Bültenkoppel 1
mit Marmor-Skulptur „Diskuswerfer“ von Selmar Werner (1907)

Der Sport-Club Poppenbüttel von 1930 e. V. ist ein Sportverein in Hamburg-Poppenbüttel, der 1930 als Fußballverein gegründet wurde. Ab 1949 wurden die Aktivitäten auch auf andere Sportarten ausgedehnt und der Club wurde größerer Sportverein Hamburgs. Der Verein hat eine Schulkooperation mit dem Hamburger Carl-von-Ossietzky-Gymnasium.
Im Fußball stellte der Gewinn des Hamburger Verbandspokals 1973 durch die Herrenmannschaft gegen Germania Schnelsen den vermutlich größten Erfolg dar. In den darauf folgenden Jahrzehnten spielte die Mannschaft in verschiedensten Amateurligen in Hamburg. Als die erste Herrenmannschaft die Meisterschaft der Landesliga Hammonia 2015/16 gewinnen konnte, verzichtete sie aus wirtschaftlichen Gründen auf ihr Aufstiegsrecht und musste in der anschließenden Saison in der Kreisklasse, der eigentlichen Spielklasse der zweiten Mannschaft, antreten.
Die erste Mannschaft der Frauen war bei Einführung der zweigleisigen Frauen-Bundesliga im Jahre 1990/1991 eines der Gründungsmitglieder der Gruppe Nord. Nach dem Abstieg 1992 wurde die Abteilung jedoch aufgelöst.
Die erste Damen-Tischtennis-Mannschaft stieg 2001 in die zweite Bundesliga auf, verzichtete 2004 aus finanziellen Gründen auf den Aufstieg in die erste Bundesliga und spielt derzeit in der Regionalliga Nord. Auch die zweite (Oberliga Nord-Ost) und dritte (Verbandsoberliga Nord) von vier Damen-Mannschaften spielen überregional. Ebenfalls überregional, nämlich in der Regionalliga Nord, tritt die erste der zwölf Herren-Mannschaften an. Außerdem verfügt der Klub über drei Jungen-U15- und zwei Jungen-U19-Mannschaften sowie zwei Mädchen-Mannschaften. Seit 1998 spielt die siebenfache Olympiateilnehmerin Funke Oshonaike für die erste Damen-Mannschaft des Vereins.
Die Handballabteilung des SC Poppenbüttel bildet seit Mai 2005 mit den Vereinen TSV DUWO 08 und TSV Sasel eine Spielgemeinschaft. Nachdem zwischen den anderen beiden Vereinen bereits seit Mitte der 1980er-Jahre eine Spielgemeinschaft unter dem Namen HSG Sasel/DUWO bestanden hatte, wurde sie nach der Erweiterung in SG Hamburg-Nord umbenannt. Mit etwa 1.000 Mitgliedern der drei Vereine und 55 Mannschaften ist die SG Hamburg-Nord eine der größten Handball-Spielgemeinschaften Deutschlands.

## Bekannte Spieler
- Fabian Nürnberger
- Gerrit Pressel
- Susanne Scharras
- Josha Vagnoman
- Beate Wendt
- Ata Yamrali